# Werner Lambersy
Werner Lambersy, né le 16 novembre 1941 à Anvers et mort le 18 octobre 2021 à Paris, est un poète belge francophone.

## Biographie
Werner Lambersy naît à Anvers d'une mère d’origine juive et d'un père flamand. Son père, qui s'était engagé dans la SS en 1942, est emprisonné après la guerre et Werner ne le verra pas de toute son enfance.

Ce passé familial l'influence dans son intérêt pour la poésie : 

« Il n’y a qu’une seule façon pour protester contre ça. Ce n’est pas la peine de dénoncer mon père, de dénoncer des choses. Il faut tout simplement dire que le fascisme est en marche, que ça va revenir très vite et que c’est dans la langue que cela va se jouer. Donc je vais faire un ‘clash’ et je vais choisir une autre langue. »

Auteur de près de soixante-dix ouvrages, surtout des recueils de poésie, mais également des essais et des pièces de théâtre, il est considéré comme une voix majeure de la littérature francophone. Il a également occupé le poste d'attaché littéraire chargé de la promotion des lettres belges au Centre Wallonie-Bruxelles de Paris pendant une quinzaine d'années, jusqu'en 2002. 
Il a reçu de très nombreux prix, dont le prix triennal de poésie de la Communauté française de Belgique, le prix Mallarmé, le prix Théophile-Gautier, le prix Maïse-Ploquin-Caunan et le prix international de poésie francophone Yvan-Goll.

## Œuvres
- Caerulea, 1967
- À cogne-mots, 1968
- Haute Tension, 1969
- Temps festif, 1970
- Silenciaire, 1971
- Moments dièses, 1972
- Groupes de résonances, 1973
- Protocole d'une rencontre, 1975
- Maîtres et Maisons de thé, 1979
- Le Déplacement du fou, 1982
- Paysage avec homme nu dans la neige, 1982
- Géographies et Mobiliers, 1985
- Komboloï, suivi de Chand-Mala, 1985
- Noces noires, 1987
- L'Arche et la cloche, 1988
- Un goût de champignon après la pluie, 1988
- Architecture nuit, 1992
- L'écume de mer est souterraine, 1993
- Le Nom imprononçable du suave, 1993
- Anvers ou les anges pervers, 1994
- Front de taille, Édition originale (avec des encres de Robert Clévier), 1995
- Étés (avec Henry Bauchau), 1997
- Pays Simple, 1998
- 12 poèmes ventriloques, 1998
- La Légende du poème, 1998
- Errénité, 1999
- Dites trente-trois, c'est un poème, 2000
- Ecce homo (jeu-parti) (avec Otto Ganz (d)), 2002
- À feu ouverts, avec des encres de Claire Dumonteil, Fédérations des œuvres laïques de l'Ardèche, 2004
- Rubis sur l'ongle, éditions Hermaphrodite, 2005
- L'éternité est un battement de cils, Actes Sud, 2005  (ISBN 2 7427 5295 1)
- Le Roi Berdagot : farce en sept tableaux, Rougier, 2005
- L'Invention du passé : 1971-1977, Le Taillis pré, 2005
- Coïmbra, couverture de Pat Andrea, Dumerchez, 2005
- Achill Island note book, éditions Rhubarbe 2006
- Parfums d'apocalypse, éditions l'Amourier, 2006
- La Toilette du mort, suivi de Ezra Loomis Pound, L'Âge d'Homme, 2006
- Corridors secrets, avec des dessins de Didier Serplet, 2007
- Quelque chose qui lui parlait tambours, avec des estampes d'Yves Picquet, éditions Double Cloche, 2009
- Jacques Zabor, illustrations de Tudor Banus et Otto Ganz, éditions le Moulin de l'étoile, 2008
- Impromptu de la piscine des amiraux, éditions La Porte, 2008
- Te spectem, avec des peintures de Richard Bréchet, éditions Tipaza, 2009
- La Percée du jour, avec des photographies de Yves Picquet, éditions Double Cloche, 2009
- Érosion du silence, avec des photographies de Jean-Pol Stercq, éditions Rhubarbe, 2009
- Devant la porte, avec des photographies de Claude Allart, éditions du Cygne, 2009
- Pluies noires, avec des gravures de Christine Gendre-Bergère, M. Brenner, 2010
- Conversation à l'intérieur d'un mur, 2011
- Un concert d'Archie Shepp, éditions La Porte, 2011
- À l'ombre du Bonsaï, L'Âne qui butine, 2012
- Quelques petites choses à murmurer à l'oreille des mourants, éditions La Porte, 2012
- Le Cahier romain, éditions du Cygne, 2012
- Pina Bausch, illustrations de Amathéü & Ganz, éditions du Cygne, 2013
- Opsimath : la nuit, Rougier, 2013
- L'Assèchement du Zuiderzee, éditions Rhubarbe, 2013
- Le Mangeur de nèfles : haïkus libres, Pippa, 2014
- Déluges et autres péripéties, éditions La Porte, 2014
- Dernières nouvelles d'Ulysse, 2015
- Escaut ! Salut: suite zwanzique et folkloresque, Opium éditions, 2015
- In angulo cum libro, Al Manar, 2015, avec Diane de Bournazel
- Dernières nouvelles d'Ulysse : avis de recherche, Rougier, 2015
- Un requiem allemand 1986, éditions Caractères, 2015
- La Perte du temps suivi de On ne peut pas dépenser des centimes, Castor Astral, 2015 — Prix Mallarmé et prix Théophile-Gautier
- La Dent tombée de montagne, Dumerchez, 2015
- Anvers ou Les anges pervers, récit, Espace Nord, 2015
- Epitapheïon, éditions La Porte, 2016
- D'un bol comme image du monde, avec illustrations de Lee Ye Ji et Thai Le Dinh, Pippa, 2016
- Vie et mort du sentiment étrange d'être dieu, éditions La Porte, 2017
- Le Sous-marin de papier, avec des illustrations de Aude Léonard, Møtus, 2017
- Lettres à un vieux poète, éditions Caractères, 2017
- Hommage à Calder, éditions Rhubarbe, 2017
- La Chute de la grande roue, suivi de Les grillons chantent la nuit, En dehors et autour et Paresseux Dimanches, Le Castor Astral, 2017
- Ball-trap, illustrations de Laurence Skivée, L'Âne qui butine, 2017
- Bureau des solitudes, éditions La Porte, 2018
- Maîtres et maisons de thé, éditions Rhubarbe, 2019
- La Musique à bouche, illustrations de Philippe Bouret, éditions du Petit Véhicule, coll. « L'Or du temps », no 150, 2019
- Le Grand Poème, éditions Caractères, 2019
- L'Agendada, éditions Rougier, 2019
- Brainxit, avec des photographies des sculptures de Wanda Mihuleac, éditions Transignum, 2019
- Les Convoyeurs attendent, journal sauvage, éditions Rhubarbe, 2020
- Le Festin de vivre, L'Âne qui butine, 2020
- L'Égarement d'écrire, linogravures d'Eva Gallizzi, éditions Collodion, 2021